# Роща (Шаранский район)
Роща (баш. Роща) — деревня в Шаранском районе Республики Башкортостан Российской Федерации. Входит в состав Писаревского сельсовета.

## География

### Географическое положение
Расположена неподалёку от речки Тюльгаза. Расстояние до:
- районного центра (Шаран): 23 км,
- центра сельсовета (Писарево): 2 км,
- ближайшей ж/д станции (Туймазы): 53 км.

## История
В 1870 году — деревня Средний Посёлок (Роща) 4-го стана Белебейского уезда Уфимской губернии, 25 дворов и 166 жителей (78 мужчин и 88 женщин), все русские.
В 1896 году в деревне Никольской волости VI стана Белебеевского уезда — 24 двора и 151 житель (71 мужчина, 80 женщин), хлебозапасный магазин и бакалейно-мануфактурная лавка.
По данным подворной переписи, проведённой в уезде в 1912—13 годах, деревня входила в состав Никольско-Писаревского сельского общества Шаранской волости. В деревне имелось 16 наличных хозяйств бывших помещичьих крестьян, где проживало 92 человека (45 мужчин, 47 женщин). Количество надельной земли составляло 73 казённые десятины, в том числе 35 десятин пашни и залежи, 18 десятин усадебной земли, 14 — выгона и 6 десятин неудобной земли. Также 204 десятины земли было куплено товариществом (из неё 1,25 сдано в аренду), 2,5 десятины арендовано. Посевная площадь составляла 92,52 десятины, из неё 51,6 % занимала рожь, 20,1 % — греча, также сеяли овёс, просо, горох, коноплю, картофель. Из скота имелась 31 лошадь, 30 голов КРС, 131 овца и 74 свиньи. 1 человек занимался промыслами.
В 1920 году по официальным данным в деревне Роща (Посёлок Средний) той же волости 27 дворов и 146 жителей (69 мужчин, 77 женщин), по данным подворного подсчета — 151 русский в 27 хозяйствах.
В 1926 году деревня относилась к Шаранской волости Белебеевского кантона Башкирской АССР.
В 1922 году образован Ладоньский сельсовет, куда вошла и деревня Роща.
В 1931 году сельсовет вошёл в состав Туймазинского района и стал называться Старо-Дражжевский сельсовет.
В 1933 году от Старо-Дражжевского отделился Писаревский сельсовет, который в 1935 вошёл в состав вновь образованного Шаранского района.
В 1939 году в деревне Роща Писаревского сельсовета Шаранского района — 190 жителей (76 мужчин, 114 женщин).
В 1959 году — 99 жителей (38 мужчин, 61 женщина)
В 1963—65 годах деревня входила в состав Туймазинского, в 1965—67 годах — Бакалинского районов, затем вновь в Шаранском районе.
В 1970 году — 73 человека (28 мужчин, 45 женщин).
В 1979-м — 35 жителей (15 мужчин, 20 женщин).
В 1989 году — 17 жителей (7 мужчин, 10 женщин).
В 2002 году — 20 человек (10 мужчин, 10 женщин), преобладают русские (50 %).
В 2010 году — 14 человек (8 мужчин, 6 женщин).

## Население
| 2002 | 2009 | 2010 |
| ---- | ---- | ---- |
| 20   | ↘12  | ↗14  |